# All You Zombies
All You Zombies ist ein Lied der US-amerikanischen Rockband The Hooters aus dem Jahr 1982. Der Song aus der Kategorie melodiöser Folkrock wurde zuerst live aufgezeichnet und 1982 als Single veröffentlicht. Ein Jahr später erschien er auf dem Debütalbum Amore (1983) und eine erweiterte Version auf dem zweiten Studioalbum Nervous Night (1985), die auch als Single ausgekoppelt wurde.
Das Lied erreichte im Jahr 1985 Platz drei der US-amerikanischen Mainstream Rock Charts und Platz 58 der Billboard Hot 100.

## Geschichte
Am 11. April 1981 veröffentlichten The Hooters erstmals eine Single von All You Zombies, die zuvor live im Emerald City Nachtclub aufgenommen wurde. Eine andere Version des Songs erschien später auf dem Album Amore, das 1983 unabhängig voneinander veröffentlicht wurde. Rob Hyman und Eric Bazilian arbeiteten mit Cyndi Lauper an dem Album She’s So Unusual, was dazu führte, dass Columbia Records der Band einen Vertrag anbot. Sie veröffentlichten All You Zombies mit zusätzlichen Instrumental-Sektionen, die den Song fast sechs Minuten lang machten. Der Hit stieg in die US Billboard Hot 100 Charts und Top 10 in Australien ein. Die Hooters spielten das Lied am 13. Juli 1985 beim Benefizkonzert Live Aid vor 100.000 Besuchern in Philadelphia.

## Komposition
Rob Hyman und Eric Bazilian komponierten das Lied, wofür die beiden Bandgründer nach eigener Aussage lediglich eine Nacht benötigten. Die biblischen Metaphern und Bezüge zu Mose und Noach im Liedtext führten zu Kontroversen. Hyman sagte dazu:

“I think the spirituality of it wasn’t premeditated. I think everyone is a spiritual person in whatever they believe or not. There was no real agenda on our part. I know it got banned on several stations, which interested us – there were some Christian station that refused to play it.”

„Ich denke, die Spiritualität war nicht vorsätzlich. Ich denke, jeder ist ein spiritueller Mensch in dem, was er glaubt oder nicht. Es gab keine wirkliche Agenda von unserer Seite. Ich weiß, dass es von mehreren Radiosendern verbannt wurde, was uns interessierte – einige christliche Radiosender weigerten sich, es zu spielen.“

Trotz ihrer jüdischen Herkunft und den alttestamentlichen Bezügen war nach Aussage von Hyman eine tiefere Bedeutung des Liedtextes von den Komponisten weder angedacht noch diskutiert worden. Das vom Reggae inspirierte Lied hat ein Tempo von 87 Beats per minute und eine Länge von 5:52 min. Die Tonart ist a-Moll. Der Musikproduzent war Rick Chertoff.

## Coverversionen
Der Song wurde von der deutschen Sängerin Sandra für ihr achtes Studioalbum The Art of Love gecovert und als Promo-Single veröffentlicht. Ein weiteres Cover wurde 2013 unter dem Titel Bis in alle Ewigkeit (Walhalla) von der deutschen Band Santiano auf dem Album Mit den Gezeiten veröffentlicht. Santiano änderte den Liedtext in eine deutschsprachige Geschichte über Wikinger, die zum mythischen Ort Walhall gehen, wie auch der Titel lautet.

## Besetzung
- Eric Bazilian – Gesang, Rhythmusgitarre
- Rob Hyman – Hammondorgel
- David Uosikkinen – Schlagzeug
- John Lilley – Leadgitarre
- Andy King – E-Bass

## Titelliste
7" Live-Single (1982)
A-Seite: „All You Zombies (Live)“ (4:09)
B-Seite: „Rescue Me“ (4:03)
12" Single (1985)
A-Seite: „All You Zombies (Extended Version)“ (5:58)
B-Seite: „Where Do the Children Go“ (5:29)
12" Promo-Single (1985)
A-Seite: „All You Zombies (Long)“ (5:54)
B-Seite: „All You Zombies (Short)“ (3:52)
7" Single (1985)
A-Seite: „All You Zombies (Long)“ (5:54)
B-Seite: „Nervous Night“ (3:57)

## Charts
| ChartsChartplatzierungen       | Höchstplatzierung | Wochen |
| ------------------------------ | ----------------- | ------ |
| Deutschland (GfK)              | 17 (14 Wo.)       | 14     |
| Vereinigte Staaten (Billboard) | 58 (11 Wo.)       | 11     |